# Gripenberg
Gripenberg is een plaats in de gemeente Tranås in het landschap Småland en de provincie Jönköpings län in Zweden. De plaats heeft 282 inwoners (2005) en een oppervlakte van 54 hectare.

## Verkeer en vervoer
Bij de plaats lopen de Riksväg 32 en Länsväg 133.

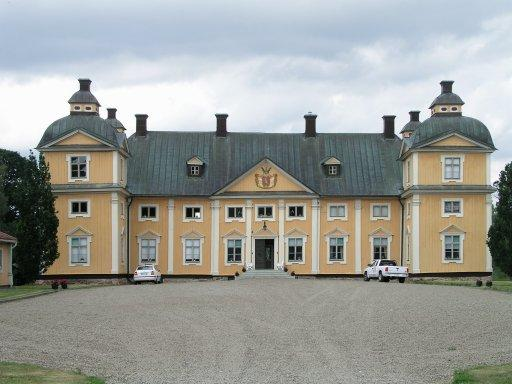
Slot